# Trypocopris
Trypocopris — род жуков из подсемейства Geotrupinae, семейства навозники-землерои.

## Систематика
Род включает 8 видов.

## Перечень видов
- Род: Trypocopris Motschulsky, 1859
  - Вид: Trypocopris alpinus (Sturm & Hagenbach, 1825)
  - Вид: Trypocopris amedei (Fairmaire, 1861)
  - Вид: Trypocopris fulgidus (Motschulsky, 1845)
  - Вид: Trypocopris inermis (Ménétriés, 1832)
  - Вид: Trypocopris pyrenaeus (Charpentier, 1825)
  - Вид: Навозник весенний[1] (Trypocopris vernalis) (Linnaeus, 1758)
  - Вид: Trypocopris zaitzevi (Olsoufieff, 1918)